# Iban Espadas Zubizarreta
Iban Espadas Zubizarreta (Tolosa, 4 d'agost de 1978) és un futbolista basc, que ocupa la posició de davanter.

## Trajectòria
Va destacar a les categories inferiors de l'Athletic Club. Durant aquesta època va ser internacional amb la selecció espanyola sub-15, sub-16 i sub-18. No va arribar a donar el salt al primer equip bilbaí, tot romant en l'equip B.
En busca d'oportunitats, la temporada 99/00 recala a la Cartagonova, mentre que la 00/01 la passaria entre la Cultural Leonesa i el Recreativo de Huelva. L'estiu del 2001 fitxa pel Reial Saragossa, per incorporar-s'hi al seu filial. La temporada 02/03 puja al primer equip, tot disputant 18 partits i marcant 4 gols. Els aragonesos pugen a primera divisió, però a la màxima categoria, la participació del basc va caure a només set partits, la majoria de suplent.
Acabaria la temporada 03/04 al Cadis CF, de Segona Divisió. La temporada campanya següent, marxa a l'Almeria CF. A l'equip andalús qualla una bona temporada: 37 partits i 5 gols. Però, no té continuïtat i perd la condició de titular en el següent equip, el Ciudad de Murcia.
Entre 2007 i 2009 milita al modest Oriola CF. L'estiu del 2009 recala al Pontevedra CF.